# ساری هاسانلی
ساری هاسانلی (به ترکی آذربایجانی: Sarıhəsənli) یک روستا در جمهوری آذربایجان است که در شهرستان گدابیگ واقع شده‌است.